# Karen Nøhr
Karen Bach Nøhr (født 17. juni 1933) var fra 1994-2001 amtsborgmester i Fyns Amt, valgt for Det Radikale Venstre.
Karen Nøhr blev uddannet laborant i 1956, hvilket hun har arbejdet som på Assens Sygehus og i Grønland. Fra 1961 til 1990 arbejdede hun som lægesekretær.
Den politiske karriere begyndte i kommunalbestyrelsen i Glamsbjerg Kommune, hvor hun bl.a. var formand for kulturudvalget. I 1978 blev hun valgt til hovedbestyrelsen i Det Radikale Venstre, sad i partiets forretningsudvalg 1979-1990 og var dets næstformand 1983-1990. Hun blev valgt til Fyns Amtsråd i 1990 og blev amtsborgmester i 1994. Hun sad i to perioder, inden hun i 2001 overlod posten til den konservative Jan Boye. Hun har stadig sæde i partiets hovedbestyrelse.
Ved siden af det partipolitiske har Karen Nøhr haft adskillige tillidsposter, bl.a. var hun bestyrelsesmedlem i Hjerteforeningen 1995-2003. Senere har hun været medlem af bestyrelsen for Odense Teater og Kræftens Bekæmpelses lokalafdeling på Fyn.